# Новошахтинский завод нефтепродуктов
Акционерное общество «Новошахтинский  завод нефтепродуктов» (АО «НЗНП»)  — нефтеперерабатывающее предприятие в Ростовской области. Единственный действующий НПЗ в Ростовской области. Завод специализируется на производстве мазута, печного, судового и дизельного топлива, прямогонного бензина. Завод является крупнейшим поставщиком нефтепродуктов на юге России. Выручка в 2020 году составила 115,8 млрд рублей.

## Расположение
Находится на территории Киселевского сельского поселения Красносулинского района в полутора километрах к северо-западу от города Новошахтинск. Территория предприятия разделена на две производственные площадки автотрассой М19 направлением Новошахтинск — Антрацит. Площадь основной производственной площадки составляет 600 га.
Отправка и принятие грузов железнодорожным транспортом осуществляется от станции Несветай СКЖД. В качестве подъездного пути используется часть закрытой железнодорожной линии Несветай — Должанская.

## История
Из-за кризиса в угольной отрасли в Новошахтинске закрылось 9 шахт, а без работы осталось около 20 тысяч горняков. Администрация Ростовской области приняла меры, направленные на открытие новых производств. В 2004 году Законодательное собрание Ростовской области приняло областной Закон «О приоритетном развитии шахтёрских территорий». Одним из первых проектов, реализованных на шахтёрских территориях области, стал Новошахтинский завод нефтепродуктов, вошедший в группу компаний «Юг Руси».
Строительство завода осуществлялось с 2005 по 2009 гг. Общий объём инвестиций в первую очередь завода, с учётом строительства экспортного терминала на реке Дон, составил 15 млрд руб. АО НЗНП является крупнейшим налогоплательщиком Ростовской области.
Завод несколько раз менял владельцев: первым из них был президент группы «Юг Руси» Сергей Кислов, затем собственность перешла к семье украинского политика Виктора Медведчука. Весной 2021-го НЗНП перешёл в собственность компании «Петон».
22 июня 2022 года в ходе российского вторжения в Украину завод атаковали два беспилотника-камикадзе, летевшие со стороны Украины, вследствие чего прогремел взрыв и на территории предприятия возник пожар в 08:40 и 9:23, а к 10:50 пожар был потушен. Представители НПЗ заявили, что пожар возник из-за удара двух беспилотников «в результате террористических действий со стороны западной границы Ростовской области». Губернатор области Василий Голубев подтвердил, что на территории завода обнаружены фрагменты летательных аппаратов. Власти Украины нанесение удара не подтверждали.
В 2024 году, по сообщениям Рейтерс, завод в течение нескольких месяцев работал в половину мощности из-за недостаточной прибыльности. В декабре завод снова был атакован. Произошел пожар.

## Производственные мощности
Основные объекты завода:
- Две установки для получения товарных нефтепродуктов путём атмосферно-вакуумной перегонки нефти мощностью по 2,5 млн тонн нефти в год, в сумме 5 млн тонн в год.
- битумная установка мощностью 700тыс тонн в год.
- резервуары для хранения сырой нефти (общий объём — 80 тыс. м³.)
- парк светлых нефтепродуктов (50 тыс. м³.)
- парк тёмных нефтепродуктов (75 тыс. м³.)
- железнодорожные эстакады
- котельный блок
- заводская лаборатория
- комплекс очистных сооружений[13]

НЗНП подключён к магистральному нефтепроводу ОАО АК «Транснефть» на участке Суходольная-Родионовская. На начальном этапе эксплуатации 1 млн тонн нефти в год НЗНП будет получать по врезке из системы «Транснефти», оставшиеся 1,5 млн тонн — по железной дороге.
Глубина переработки нефти, в зависимости от качества исходного сырья составляет 60-65 %. Примерно 50 % от объёмов производства составляют мазут, печное и судовое топливо, 30-32 % — дизельное топливо, 18-20 % — прямогонный бензин, поставляемый для дальнейшей переработки на нефтехимические предприятия.
В 2009 году НЗНП произвёл 378,8 тыс. тонн нефтепродуктов, в 2010 году — 1,9 млн тонн нефтепродуктов.
| Год                           | 2009  | 2010  |
| ----------------------------- | ----- | ----- |
| Прямогонный бензин, тыс. тонн | 64    | 389,5 |
| Дизельное топливо, тыс. тонн  | 55,4  | 19,8  |
| Печное топливо, тыс. тонн     | 65,4  | 466,2 |
| Судовое топливо, тыс. тонн    | 9,2   | 86,7  |
| Мазут, тыс. тонн              | 231,4 | 942,8 |

Для экспортной перевалки нефтепродуктов в западной части Ростова-на-Дону на реке Дон 47°10′07″ с. ш. 39°37′27″ в. д. построен водный терминал мощностью 7,5 млн тонн нефтепродуктов в год, способный принимать танкера класса «река-море», грузоподъёмностью до 5 тыс. тонн. Доставка нефтепродуктов от завода к терминалу осуществляется автомобильным транспортом.

## Перспективы развития
Вторая очередь предприятия предполагает строительство битумной установки, производительностью 700 тыс. тонн битума в год, доведение глубины переработки нефти до 75 % и начало производства дизельного топлива по стандарту ЕВРО-4. Объём инвестиций на строительство 2-й очереди НЗНП составит не менее 1,5 млрд руб. в период 2014—2016 годов. Ввод в эксплуатацию 2-й очереди НЗНП позволит создать дополнительно 500 рабочих мест.
Летом 2014 г. введён в эксплуатацию комплекс по производству битумов производительностью 700 тыс. тонн в год., а так же начато строительства второй установки ЭЛОУ-АВТ-2,5, что позволит увеличить объём перерабатываемой продукции до 5 млн тонн в год. В 2015—2016 гг. г. ОАО «НЗНП» ввело в эксплуатацию вторую нефтеперерабатывающую установку ЭЛОУ-АВТ 2,5, мощностью переработки 2,5 млн тонн нефти в года. Это позволило увеличить объём мощностей ОАО «НЗНП» по переработке нефти в 2 раза, или до 5 млн тонн нефти в год.
Третья очередь предприятия стоимостью 38 млрд руб. направлена на наладку выпуска бензина и дизтоплива, бензина Аи-92 и Аи-95, дизтоплива класса «Евро 5», а также товарных сжиженных углеводородных газов. Работы стартуют в конце декабря 2020, ввод запланирован на 2024 год. Общие планы модернизации НЗНП на ближайшие 10 лет предполагают затраты близкие к 200 млрд руб, включает строительство новых очередей очистных сооружений, компания намерена довести глубину переработки нефтепродуктов до 100 %. В 2022 году Госэкспертиза выдала положительное заключение по 3-й очереди строительства АО «Новошахтинский завод нефтепродуктов» (НЗНП).